# Kristýna Kaltounková
Kristýna Kaltounková (* 14. dubna 2002 Vlašim) je česká lední hokejistka hrající na postu útočnice.

## Život
S hokejem začínala ve Vlašimi, kde nastupovala za HC Rytíře Vlašim pod vedením Jiřího Rozsívala. Následoval přestup do BK Mladá Boleslav k trenérům Lejskovi a  Kolnerovi. V sezóně 2014/2015 nastupovala za Berounské Lvice a následující ročník (2015/2016) patřila do kádru „B“ týmu Dukly Jihlava do šestnácti let a následně do výběru hokejistek pražské Slavie. Obdobná situace se opakovala rovněž další sezónu (2016/2017), během níž odehrála jedno utkání též za celek HC Cherokees. Pro ročník 2017/2018 odešla do severní Ameriky, kde po tři sezóny nastupovala za klub Vermont Academy hrající (USHS). V poslední z nich zastávala pozici kapitánky týmu. Poté, před ročníkem 2020/2021, změnila působiště a hraje za Colgate University. Na konci června roku 2025 si ji při draftu PWHL vybral jako první v pořadí tým New York Sirens a stala se tak první Evropankou, jež se na draftu umístila tak vysoko.
V průběhu své sportovní kariéry patřila do kádrů mládežnických reprezentací své vlasti. Pro mistrovství světa konané v roce 2025 ji do reprezentačního výběru České republiky zařadila i jeho trenérka Carla MacLeodová.

## Klubové statistiky v ženských soutěžích
| Sezóna      | Klub               | Soutěž      |     | Základní část | Základní část | Základní část | Základní část | Základní část |   | Play off | Play off | Play off | Play off | Play off |
| Sezóna      | Klub               | Soutěž      | Z   | G             | A             | B             | TM            | Z             | G | A        | B        | TM       |          |          |
| 2020/21     | Colgate University | NCAA        | 21  | 6             | 12            | 18            | 16            | —             | — | —        | —        | —        |          |          |
| 2021/22     | Colgate University | NCAA        | 38  | 28            | 25            | 53            | 44            | —             | — | —        | —        | —        |          |          |
| 2022/23     | Colgate University | NCAA        | 39  | 24            | 33            | 57            | 61            | —             | — | —        | —        | —        |          |          |
| 2023/24     | Colgate University | NCAA        | 36  | 27            | 30            | 57            | 40            | —             | — | —        | —        | —        |          |          |
| 2024/25     | Colgate University | NCAA        | 37  | 26            | 22            | 48            | 57            | —             | — | —        | —        | —        |          |          |
| NCAA celkem | NCAA celkem        | NCAA celkem | 171 | 111           | 122           | 233           | 218           | —             | — | —        | —        | —        |          |          |